# Étoile flippante
Albums de Hoshi
Sommeil levant
(2020) Cœur Parapluie
(2023)
Singles
1. Et même après je t'aimerai
Sortie : 2021
2. Allez là
Sortie : 2021
3. Il était une toi
Sortie : 2021
4. J'te pardonne
Sortie : 2021

Étoile flippante est le troisième album studio de la chanteuse Hoshi, ainsi que la réédition de son second album studio Sommeil levant (2020). Sorti le 18 juin 2021, cet album est composé de 27 titres, 14 tirés de son second album ainsi que 13 pistes inédites. Une édition deluxe sort le 11 février 2022 avec 4 titres en version orchestrale.
L'album est certifié disque de platine, avec plus de 100 000 exemplaires vendus.

## Clips Vidéo
- Et même après je t'aimerai : 17 mars 2021
- J'te pardonne : 10 novembre 2021
- Allez là : 26 août 2022

## Liste des pistes
| 1.  | Étoile flippante                       | 3:32 |
| 2.  | Et même après je t'aimerai             | 3:16 |
| 3.  | Pleurs de fumoir (ft. Benjamin Biolay) | 3:22 |
| 4.  | Nos jeux amoureux                      | 2:56 |
| 5.  | Il était une toi                       | 2:53 |
| 6.  | J'te pardonne                          | 3:53 |
| 7.  | J'attends mon heure (ft. FIVE)         | 3:33 |
| 8.  | Allez là                               | 2:37 |
| 9.  | Enfant clown                           | 3:21 |
| 10. | Pas de cadeaux                         | 3:01 |
| 11. | Mieux avant (ft. Babouchka)            | 4:01 |
| 12. | Frissons                               | 3:00 |
| 13. | Danser dans cette cadence              | 3:16 |

| 14. | Sommeil levant               | 3:03 |
| 15. | Marche ou rêve               | 3:01 |
| 16. | Amour censure                | 3:28 |
| 17. | Bouche de métro              | 3:18 |
| 18. | SQY                          | 3:24 |
| 19. | Migracoeur                   | 3:23 |
| 20. | Larmes de croco (ft. Corine) | 3:48 |
| 21. | Ita Vita                     | 2:18 |
| 22. | Coule mascara                | 3:07 |
| 23. | Enfants du danger            | 3:25 |
| 24. | Bluff                        | 3:36 |
| 25. | Fais-moi signe               | 3:51 |
| 26. | La plus belle partie de moi  | 3:20 |
| 27. | Médicament                   | 2:57 |

| 28. | Et même après je t'aimerai (Version Orchestrale) | 3:28 |
| 29. | J'te pardonne (Version Orchestrale)              | 3:33 |
| 30. | Fais-moi signe (Version Orchestrale)             | 4:25 |
| 31. | Amour censure (Version Orchestrale)              | 3:10 |

## Titres certifiés en France
- Étoile flippante  Platine
- Et même après je t'aimerai  Platine
- J'te pardonne  Or

## Certifications
| Région                         | Certification | Ventes/Streams |
| ------------------------------ | ------------- | -------------- |
| France (SNEP)                  | Platine       | 100 000*       |
| *Ventes selon la certification |               |                |